# جورج وینکلمانز
جورج وینکلمانز (انگلیسی: Georges Winckelmans; ۱۴ ژوئیهٔ ۱۹۱۰ – ۱۳ نوامبر ۱۹۹۱) بازیکن فوتبال اهل فرانسه بود.